# Japanese National Railways
Pour les articles homonymes, voir JNR.

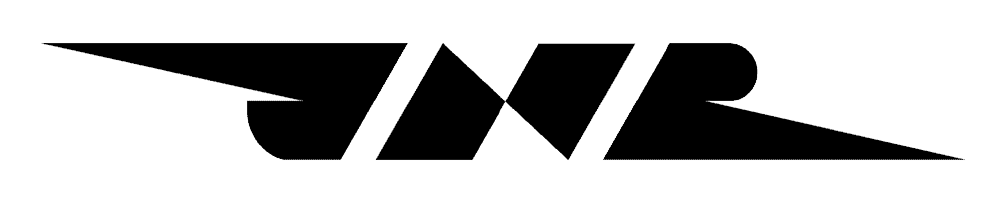
JNR logo

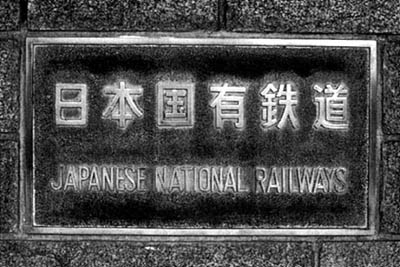
plaque du siège JNR

La Japanese National Railways (JNR) (日本国有鉄道, Nihon kokuyū tetsudō, litt. « chemins de fer nationaux japonais ») fut la compagnie nationale du transport ferroviaire du Japon créée en 1949. Elle a remplacé la Société gouvernementale des chemins de fer japonais.

## Historique
L'année de sa création voit plusieurs incidents criminels meurtriers surnommé les Trois grands mystères des chemins de fer japonais.
C'est le 1er avril 1987 que, face aux difficultés de la compagnie nationale, en particulier son déficit important et son sureffectif chronique, le gouvernement japonais décidait de répartir l'exploitation ferroviaire entre six compagnies régionales privées constituant le groupe JR (Japan Railways). Chacune se consacrait à l'exploitation des liaisons voyageurs dans une région donnée. L'exploitation du fret ferroviaire était confiée à une seule compagnie pour tout l'archipel, JRF (en anglais, Japan Freight Railways).

## Syndicats
Plusieurs syndicats représentent les travailleurs de JNR, dont le Syndicat national des travailleurs du chemin de fer (Kokuro), le National Railway Locomotive Engineers' Union (en) (Doro) et Doro-Chiba, un groupe issu d'une scission de Doro.